# Bernardus Swagerman
Bernardus (Ben) Swagerman (Amsterdam, 14 januari 1917 - Ridderkerk, 13 mei 1940) was een Nederlandse reserve-tweede luitenant-waarnemer bij de Luchtvaartafdeeling van het Nederlandse Leger. Hij was commandant-waarnemer van de Fokker T-5 856 bommenwerper die op 13 mei 1940 door de Duitsers werd neergeschoten bij een poging om de Moerdijkbruggen te bombarderen. Het vliegtuig is bij Ridderkerk neergestort in de grienden van de Noord, waarbij de gehele bemanning is omgekomen. Swagerman werd postuum benoemd tot ridder in de Militaire Willems-Orde (ridder 4e klasse).

## Militaire Willems-Orde
K.B. no. 6 van 9 mei 1946 (postuum bijgeschreven in het register)

Reserve-tweede luitenant-waarnemer van het Wapen der Militaire Luchtvaart

Wegens:

Heeft zich in den strijd door het bedrijven van uitstekende daden van moed, beleid en trouw onderscheiden door op 10 mei 1940 als waarnemer-commandant van een T.V-vliegtuig
(een bommenwerper van toenmaals reeds niet modern type) in den vroegen morgen herhaalde malen met zijn vliegtuig vijandelijke vliegtuigen aan te vallen en twee daarvan af te schieten; daarna heeft hij op doeltreffende wijze een bombardement op het vliegveld Ockenburg uitgevoerd, waarbij vier vijandelijke vliegtuigen op den grond werden vernield. Door vijandelijke vliegtuigen aangeschoten zijnde, door een parachutesprong in zee terechtgekomen, zich zwemmend gered en des avonds weer teruggemeld. Op 11 mei 1940 ondanks aanvallen van sterke vijandelijke luchtstrijdkrachten als commandant van een patrouille van twee vliegtuigen een bombardement uitgevoerd op de Maasbrug te Rotterdam. Op 13 mei met één T.V-vliegtuig, slechts beschermd door twee jachtvliegtuigen, onder aanvallen door overmachtige vijandelijke jachtvliegtuigen een bombardement uitgevoerd op de Moerdijkbrug. Is bij uitvoering van deze opdracht, welke hij op eigen verzoek van een gehuwden collega had overgenomen, gesneuveld."

## Trivia
De Koninklijke Luchtmacht heeft een C-130 Hercules vernoemd naar Ben Swagerman als eerbetoon.